# Peter Andreas Popp
Peter Andreas Popp (* 2. Oktober 1958 in Nördlingen) ist ein deutscher Offizier (Oberstleutnant) und Historiker.

## Werdegang
Nach dem Abitur 1978 am Theodor-Heuss-Gymnasium in Nördlingen, wo er den humanistischen Zweig besucht hatte, leistete er Grundwehrdienst bei der Fernmeldetruppe des Heeres. Im Anschluss wurde er zum Reserveoffizier ausgebildet. 1979/80 studierte er Rechtswissenschaften und von 1980 bis 1985 Geschichte und Politikwissenschaft an der Universität Augsburg. Er war Stipendiat der Bayerischen Begabtenförderung und erwarb 1985 einen Magister Artium (M.A.). Danach war er Graduiertenstipendiat der Konrad-Adenauer-Stiftung und Doktorand am Lehrstuhl für Neuere und Neueste Geschichte (Josef Becker). Außerdem war er wissenschaftlicher Mitarbeiter an den Lehrstühlen für Alte Geschichte (Gunther Gottlieb) sowie Politische Wissenschaft. 1994 wurde er mit der Dissertation Nationalstaat und internationale Staatenordnung in der Politik der Deutschen Zentrumspartei, 1919–32 zum Dr. phil. promoviert.
Ein Jahr später war Popp Wiedereinsteller bei der Luftwaffe der Bundeswehr. Von 1995 bis 1998 war er wissenschaftlicher Mitarbeiter (Historikeroffizier) am Militärhistorischen Museum der Bundeswehr in Dresden und von 1998 bis 2004 am Militärgeschichtlichen Forschungsamt (MGFA; heute: Zentrum für Militärgeschichte und Sozialwissenschaften der Bundeswehr) in Potsdam. 1998 wurde er Stabsoffizier beim Amtschef des MGFA, Oberst i. G. Friedhelm Klein, und 2001 Bereichsleiter in der Abteilung „Ausbildung, Information, Fachstudien“ AIF III (Anfragen). Seit 2004 ist der Oberstleutnant Lehrstabsoffizier für Militärgeschichte und Politische Bildung an der Offizierschule der Luftwaffe (OSLw) in Fürstenfeldbruck. Seine Forschungsschwerpunkte sind deutsche Militärgeschichte, Geschichte der Internationalen Politik, Strategie und Sicherheitspolitik, politische Ideen und Systeme, Interkulturalität und Ethik.
2011 wurde er mit der Bernhard-Weiß-Medaille des Bundes jüdischer Soldaten ausgezeichnet. Er war maßgeblich verantwortlich für die Sonderausstellung „Deutsche Jüdische Soldaten“ des MGFA in Kooperation mit dem Centrum Judaicum Berlin und dem Moses Mendelssohn Zentrum Potsdam und engagierte sich als Dozent an der OSLw mit Besuchen in der KZ-Gedenkstätte Dachau.
Er veröffentlichte u. a. in der Schriftenreihe Gneisenau-Blätter (an der OSLw) sowie den Fachzeitschriften Militärgeschichtliche Zeitschrift und Deutschland Archiv. 2013 wurde er ständiger Mitarbeiter des populärwissenschaftlichen Magazins Clausewitz.

## Schriften (Auswahl)
Herausgeberschaften
- mit Eberhard Birk, Thorsten Loch (Hrsg.): Wie Friedrich „der Große“ wurde. Eine kleine Geschichte des Siebenjährigen Krieges 1756 bis 1763. In Zusammenarbeit mit dem Militärgeschichtlichen Forschungsamt und dem Militärhistorischen Museum der Bundeswehr. Rombach, Freiburg im Breisgau u. a. 2012, ISBN 978-3-7930-9711-2.
- mit Eberhard Birk, Thorsten Loch (Hrsg.): Wie Napoleon nach Waterloo kam. Eine kleine Geschichte der Befreiungskriege 1813 bis 1815. Rombach, Freiburg 2015, ISBN 978-3-7930-9802-7.
- mit Eberhard Birk (Hrsg.): LwOffz21. Das Selbstverständnis des Luftwaffenoffiziers zu Beginn des 21. Jahrhunderts (= Schriften zur Geschichte der Deutschen Luftwaffe. Bd. 5). Hartmann, Miles-Verlag, Berlin 2016, ISBN 978-3-945861-32-5.

Bearbeitungen
- mit Jörg Duppler (Bearb.): Wege zur Freundschaft. Ausgewählte Zeugnisse der deutsch-amerikanischen Beziehungen 1507–1995. Eine Ausstellung des Militärgeschichtlichen Forschungsamtes, Potsdam, in Zusammenarbeit mit der Library of Congress, Washington, D.C. Hrsg. vom Militärgeschichtlichen Forschungsamt, Rombach, Freiburg im Breisgau 1996.

Beiträge
- Die Paulskirchenverfassung als Vorbild für das Grundgesetz? (1848/49–1948/49). In: Johann Pleninger (Lektorat): Politik und Verfassung im zeithistorischen Kontext (= Armis et Litteri. Bd. 23). Hrsg. durch die FH-Studiengänge Militärische Führung an der Theresianischen Militärakademie Wiener Neustad, Wien 2009, S. 47–71.
- Der Versuch, Betroffenheit bei der heutigen jungen Generation für die NS-Verbrechen zu erreichen. Museumspädagogik am Beispiel der Ausstellung „Deutsche jüdische Soldaten“. In: Michael Berger, Gideon Römer-Hillebrecht (Hrsg.) Juden und Militär in Deutschland. Zwischen Integration, Assimilation, Ausgrenzung und Vernichtung (= Forum innere Führung. Bd. 31). Nomos, Baden-Baden 2009, ISBN 978-3-8329-4471-1, S. 321–328.
- Deutscher Dualismus und Deutsche Frage im 18, und 19. Jahrhundert. In: Thorsten Loch, Lars Zacharias (Hrsg.): Wie die Siegessäule nach Berlin kam. Eine kleine Geschichte der Reichseinigungskriege 1864 bis 1871. In Zusammenarbeit des Militärgeschichtlichen Forschungsamtes, Potsdam, und des Napoleonmuseum Thurgau, Rombach, Freiburg im Breisgau u. a. 2011, ISBN 978-3-7930-9668-9, S. 17–24.
- Wurzeln des Selbstverständnisses Werte – Tugenden – Ethos. In: Eberhard Birk, Winfried Heinemann, Sven Lange (Hrsg.): Tradition für die Bundeswehr – neue Aspekte einer alten Debatte. Hartmann, Miles-Verlag, Berlin 2012, ISBN 978-3-937885-60-5, S. 89–104.
- mit Eberhard Birk: Einsatz und militärhistorische (Aus-)Bildung. Eine Kontradiktion?. In: Dieter H. Kollmer (Hrsg.): „Vom Einsatz her denken!“. Bedeutung und Nutzen von Militärgeschichte zu Beginn des 21. Jahrhunderts (= Potsdamer Schriften zur Militärgeschichte. Bd. 22). Im Auftrag des Zentrums für Militärgeschichte und Sozialwissenschaften der Bundeswehr, Potsdam 2013, ISBN 978-3-941571-26-6, S. 73–91.
- Der Kampf um Kiautschou und Tsingtau. August bis November 1914. In: Markus Pöhlmann, Harald Potempa, Thomas Vogel (Hrsg.): Der Erste Weltkrieg 1914–1918. Der deutsche Aufmarsch in ein kriegerisches Jahrhundert. Im Auftrag des Zentrums für Militärgeschichte und Sozialwissenschaften der Bundeswehr, Bucher, München 2014, ISBN 978-3-7658-2033-5, S. 274–281.